# Astragalus hirsutissimus
Astragalus hirsutissimus — вид квіткових рослин з родини бобових (Fabaceae). Ареал охоплює такі країни: Ліван (гірські хребти Ліван і Антиліван).

## Середовище
Це багаторічна рослина, яка росте на кам'янистих ґрунтах на луках та чагарниках на висоті від 1800 до 3000 м над рівнем моря. Цвіте з червня по липень. Основною загрозою, що існує по всьому ареалу поширення виду, є надмірний випас худоби. На плато будівництво доріг та використання позашляховиків для рекреаційної діяльності становлять загрозу для виду, оскільки це безповоротно руйнує його природне середовище існування. Зміна клімату також повинна розглядатися як майбутня загроза, яка серйозно вплине на весь ареал виду через посухи. Створення гірськолижного курорту, розвиток рекреаційних зон та будівництво доріг відбувалися в різних частинах ареалу: на горі Саннін (Кфардебіан) та на горі Макмель (Бшаре).